# NEO (kriptovaluta)
A Neo (korábban Antshares) egy nyílt forráskódú decentralizált blokklánc és decentralizált alkalmazásplatform, amelyet 2014-ben alapított Da HongFei és Erik Zhang. Amióta 2017-ben Antsharesról Neora változtatta a nevét, a projekt elképzelése az "okosgazdaság" megvalósítása a blokklánc-technológia és okosszerződések felhasználásával a digitális eszközök menedzselésére és kezelésére.
A Neo hálózat proof-of-stake modellt használ a bizánci hibatűrő (dBFT) konszenzus mechanizmusán futó számos központilag jóváhagyott csomópontja között. Másodpercenként akár 10 000 tranzakciót is képes feldolgozni. A Neo blokklánc alapeszköze a nem osztható Neo token, amely GAS tokeneket generál. Ezek a GAS tokenek, amelyek különálló digitális eszközök a hálózaton, tranzakciós díjak fizetésére használhatók. A legkisebb egységgel, 0,00000001-gyel oszthatóak. A GAS inflációs rátáját egy csökkenő felezési idő algoritmussal szabályozzák, amely körülbelül 22 év alatt 100 millió GAS tokent bocsát ki.
Összesen 100 millió Neo készült a genezis blokkban. 2016-ban 50 millió Neo-t adtak el korai befektetőknek egy kezdeti érmekibocsátás keretében, amely 4,65 millió amerikai dollárt gyűjtöttek össze az alapítók, a fennmaradó 50 millió Neót pedig egy okosszerződésben zárolták. Évente legfeljebb 15 millió Neo token kerül feloldásra, amelyeket a Neo fejlesztőcsapata hosszú távú fejlesztési célok finanszírozására használ fel.
A Neo funkciókészlet magja olyan eszközök körül forog, amelyek lehetővé teszik a fejlesztők számára az okosszerződés alkalmazások hatékony telepítését és méretezését a Neo blokkláncon. Az X.509 Digital Identities lehetővé teszi a fejlesztők számára, hogy a tokeneket valós identitásokhoz kössék, ami elősegíti a KYC/AML és egyéb szabályozási követelmények teljesítését.

## Neo 3.0 frissítés
A Neo3-at vagy N3-at először Erik Zhang jelentette be 2018-ban a korábbi Neo-protokoll (ma Neo Legacy néven) frissítéseként. Az N3 a korábbi verziókhoz képest erősebb funkciókkal és moduláris felépítéssel indult.
Az N3-ban végrehajtott fejlesztések mértéke miatt bizonyos funkciók nem kompatibilisek visszafelé a Neo Legacy blokklánccal. Az N3-at egy új genezis blokkal indították el.

## Története
2014-ben az Antshares-t Da Hongfei és Erik Zhang alapította. A következő évben tették nyílt forráskódúvá a GitHubon, és 2015 szeptemberében jelent meg a fehér könyv. A Neo-t 2017 júniusában hivatalosan átkeresztelték Antsharesről, azzal az ötlettel, hogy egyesítsék a múltat és a jövőt. A „neo” szó a görög „νέο” szóból ered, jelentése „új”, „modern” és „fiatal”. A márkaváltással együtt alakult ki az „okos gazdaság” felépítésének víziója.
2018 márciusában a Neo anyavállalata a blokkláncán 1 ontology tokent (ONT) osztott ki a felhasználó kriptovaluta-pénztárcájába minden ott tartott 5 NEO token után. Ezekkel a tokenekkel szavazhatnak a tulajdonosok a rendszerfrissítésekről, a személyazonosság-ellenőrzési mechanizmusokról és a Neo platform egyéb irányítási kérdéseiről.

## Fordítás
Ez a szócikk részben vagy egészben  a   NEO (cryptocurrency) című angol Wikipédia-szócikk ezen változatának fordításán alapul.  Az eredeti cikk szerkesztőit annak laptörténete sorolja fel. Ez a jelzés csupán a megfogalmazás eredetét és a szerzői jogokat jelzi, nem szolgál a cikkben szereplő információk forrásmegjelöléseként.